# العلاقات الدومينيكية الليختنشتانية
العلاقات الدومينيكية الليختنشتانية هي العلاقات الثنائية التي تجمع بين دومينيكا وليختنشتاين.

## مقارنة بين البلدين
هذه مقارنة عامة ومرجعية للدولتين:
| وجه المقارنة                                              | دومينيكا              | ليختنشتاين                                 |
| --------------------------------------------------------- | --------------------- | ------------------------------------------ |
| المساحة (كم2)                                             | 751                   | 16                                         |
| عدد السكان (نسمة)                                         | 73.92 ألف             | 37.47 ألف                                  |
| الكثافة السكانية (ن./كم²)                                 | 9.84 ألف              | 234.19 ألف                                 |
| العاصمة                                                   | روسو                  | فادوتس                                     |
| اللغة الرسمية                                             | لغة إنجليزية          | اللغة الألمانية                            |
| العملة                                                    | دولار شرق الكاريبي    | فرنك سويسري                                |
| الناتج المحلي الإجمالي (بليون دولار)                      | 562.54 مليون          | 6.29 مليار                                 |
| الناتج المحلي الإجمالي (تعادل القوة الشرائية) بليون دولار | 789.63 مليون          |                                            |
| الناتج المحلي الإجمالي الاسمي للفرد دولار أمريكي          | 7.12 ألف              |                                            |
| الناتج المحلي الإجمالي للفرد دولار أمريكي                 | 10.88 ألف             |                                            |
| مؤشر التنمية البشرية                                      | 0.724                 | 0.908                                      |
| رمز المكالمات الدولي                                      | +1767                 | +423                                       |
| رمز الإنترنت                                              | .dm                   | .li                                        |
| المنطقة الزمنية                                           | 00، توقيت أطلنطي موحد | توقيت وسط أوروبا، ت ع م+01:00، ت ع م+02:00 |

## منظمات دولية مشتركة
يشترك البلدان في عضوية مجموعة من المنظمات الدولية، منها:
| علم المنظمة | اسم المنظمة                   | تاريخ انضمام دومينيكا | تاريخ انضمام ليختنشتاين |
| ----------- | ----------------------------- | --------------------- | ----------------------- |
|             | الاتحاد البريدي العالمي       | ?                     | ?                       |
|             | الاتحاد الدولي للاتصالات      | 28 أكتوبر 1996        | 25 يوليو 1963           |
|             | منظمة حظر الأسلحة الكيميائية  | ?                     | ?                       |
|             | منظمة التجارة العالمية        | ?                     | ?                       |
|             | منظمة الشرطة الجنائية الدولية | ?                     | ?                       |
|             | الأمم المتحدة                 | 18 ديسمبر 1978        | 18 سبتمبر 1990          |